# متیل‌مالونیل-کوآ
متیل‌مالونیل-کوآ (به انگلیسی: Methylmalonyl-CoA) با فرمول شیمیایی C۲۵H۴۰N۷O۱۹P۳S یک ترکیب شیمیایی با شناسه پاب‌کم ۱۲۳۹۰۹ است. که جرم مولی آن ۸۶۷٫۶۰۸ g/mol می‌باشد. 